# یواس‌اس دکستراس (ای‌ام-۳۴۱)
یواس‌اس دکستراس (ای‌ام-۳۴۱) (به انگلیسی: USS Dextrous (AM-341)) یک کشتی بود که طول آن ۲۲۱ فوت ۳ اینچ (۶۷٫۴۴ متر) بود. این کشتی در سال ۱۹۴۳ ساخته شد.